# Погром у Єдвабному
Погром у Єдвабному, Різанина в Єдвабному, Бійня в Єдвабному  — масове вбивство євреїв у селі Єдвабне в Білостоцькій області БРСР (тепер Польща) під час Другої світової війни, 10 липня 1941 року. Довгий час вважалося, що погром вчинили німецькі карателі, проте тепер відомо, що основну масу погромників складали місцеві поляки, на чолі із мером міста М. Кароляком, а також мешканцями сусіднього містечка Вонсош, де вже відбулось знищення єврейського населення кілька днів перед тим. Роль німців зводилась до підбурювання та невтручання.

## Події

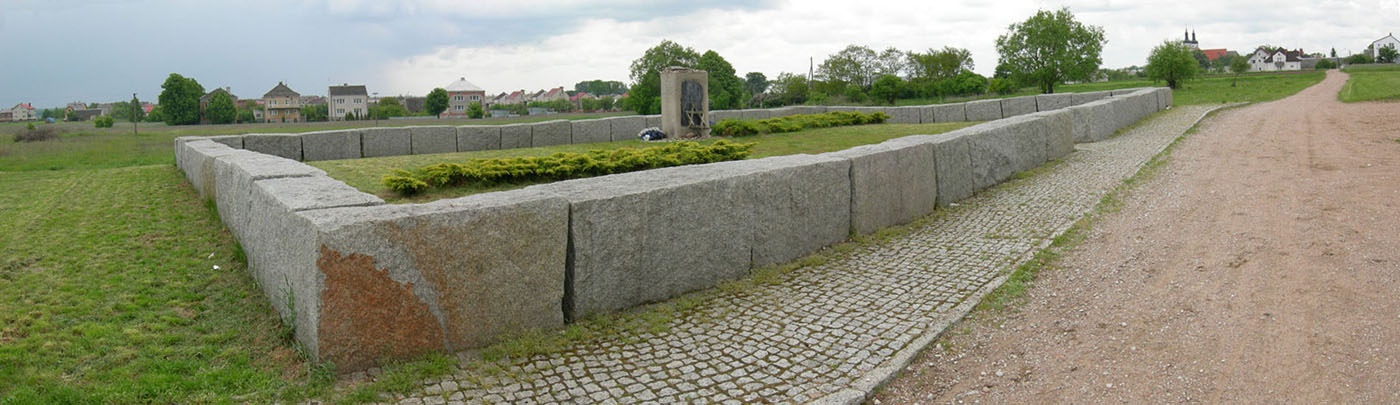
Пам'ятник у Єдвабні

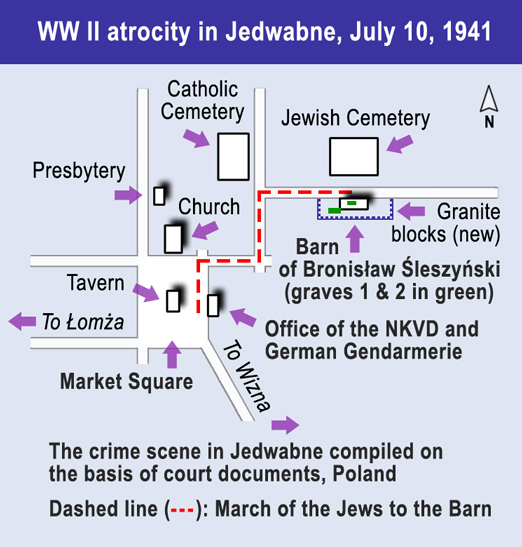

До війни в селі Єдвабне жило 1600 євреїв, що становило більше половини його населення. У понеділок, 23 червня 1941 року, у містечко увійшли німецькі війська, а 25 червня, відповідно до однієї з версій розвитку подій, поляки приступили до єврейських погромів. Вони вбивали своїх сусідів сокирами, протикали вилами, вирізали їм язики, виколювали очі, топили в ставку, рубали голови.
Місцевий ксьондз відмовився зупинити кровопролиття, бо вважав всіх євреїв комуністами. Поляки «погодили» погром з німецькою владою. Потім гітлерівці віддали наказ знищити всіх євреїв, що ще залишилися серед живих. Поляки виконали наказ. Вони зігнали євреїв на центральну площу, потім повели їх у сарай на околиці містечка, куди раніше покидали тіла закатованих жертв. Там спалили їх разом — живих і мертвих. Відповідно до інших версій масового вбивства в селі Єдвабному, погром ініціювали та взяли участь німці і внаслідок погрому було вбито значно менше євреїв від кількості, яка проживала у Єдвабному.
Згідно з висновками розслідування Інституту національної пам'яті Польщі (ІНП), 10 липня 1941 рокуц в селі Єдвабне група польського населення вчинила погром та вбила щонайменше 300 єврейських сусідів, а 40 було вбито раніше. Більшість із них — чоловіків, жінок і дітей — спалили живцем у сараї. У заяві Інституту про остаточні висновки розслідування від липня 2002 року повідомляється, що виконавцями злочину були щонайменше 40 польських жителів Єдвабного та околиць.

## Розслідування
У 1949 році відбувся процес у справі погромників з Єдвабного. Він проходив у Ломжі. Велика частина обвинувачуваних була засуджена й отримала від 8 до 15 років в'язниці. Процес у Ломжі проходив в обстановці секретності, у пресі про нього не повідомлялося і про суд мало хто знав. Погром у Єдвабному не був єдиним випадком знищення євреїв руками поляків.
До 2000 року вважалося, що це масове вбивство було здійснене німцями. Однак у 2001 році американський історик Ян Томаш Ґросс (Jan Tomasz Gross) опублікував книгу «Neighbors: The Destruction of the Jewish community in Jedwabne», у якій довів, що погром було вчинено місцевими мешканцями без німецької допомоги.
Книга Яна Ґросса викликала критику в середовищі польських істориків. Деякі з них звинувачували його в упередженості та селективному підході до вибору фактів. Зокрема, вони поставили під сумнів цифру 1600 убитих євреїв, оскільки було ексгумовано останки не більше 400 жертв та знайдено в останках німецькі кулі, що було інтерпретовано як свідчення можливої участі в погромі німців. Вважається, що німці ініціювали погром.
Участь деякої частини польських євреїв у комуністичному русі Польщі та співпраця з радянським комуністичним режимом підсилила серед місцевих мешканців окупованої радянцями Польщі існуючий стереотип «жидокомуни». Навіть сам історик Ян Томаш Ґросс у своїх книгах, використовуючи архівні джерела музею Голокосту Яд Вашем та свідчення очевидців, писав про співпрацю польських євреїв з радянською владою та НКВС після окупації Польщі СРСР у вересні 1939 року. Не виправдовуючи погромників, польські історики поділяють думку, що погром стався внаслідок реакції жителів Єдвабного на масове співробітництво деякої частини польських євреїв з НКВД та іншими радянськими органами при ув'язненні та виселенні поляків у Сибір.

## Пам'ять

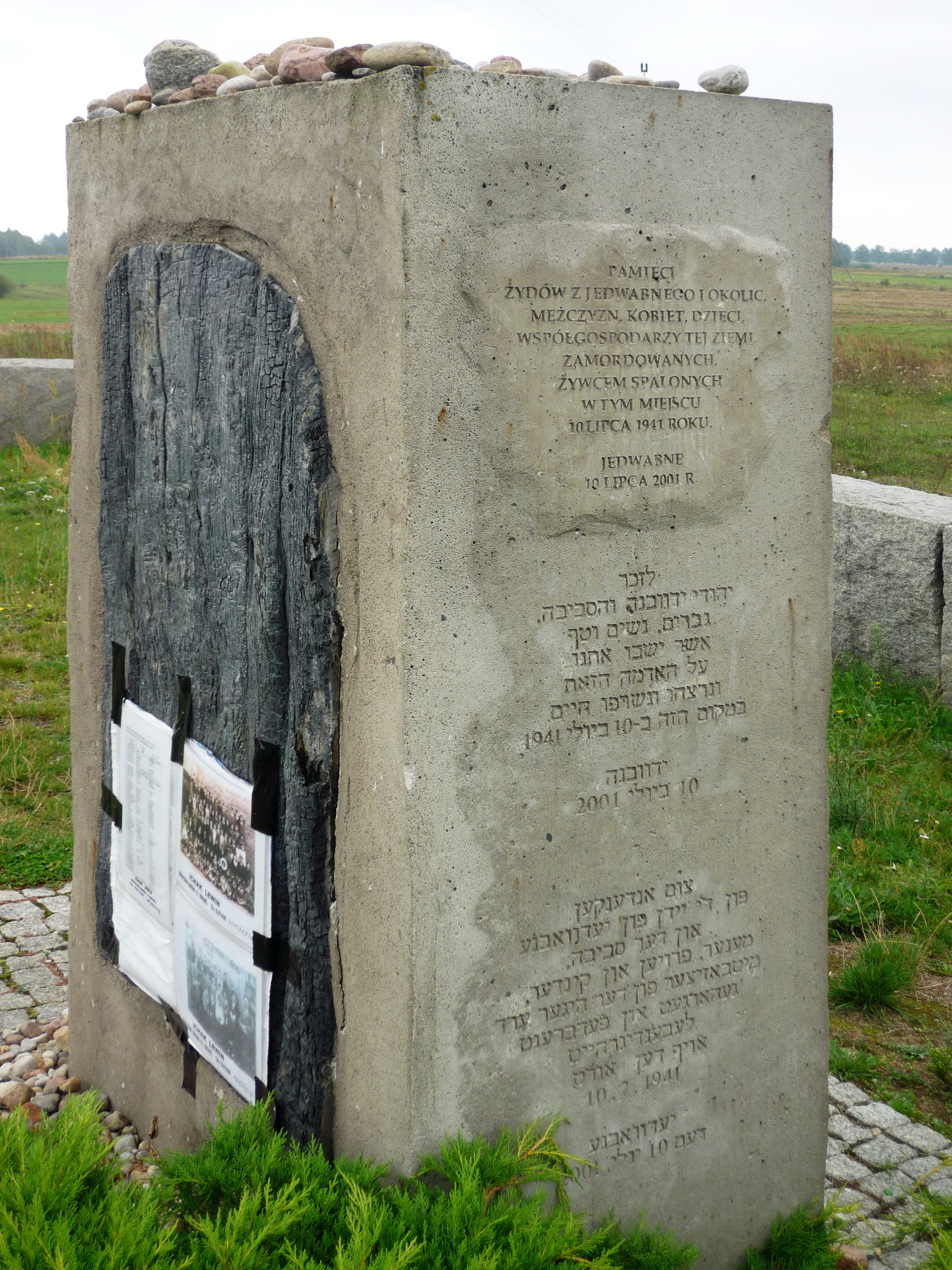
Частина пам'ятника жертвам погрому у Єдвабному

До недавнього часу на місці поховання євреїв стояв пам'ятник з написом, що тут поховані жертви, убиті німецькими фашистами. Тепер встановлено новий пам'ятник, на якому викарбувано напис: «Пам'яті євреїв, убитих і спалених». На урочистому заході його відкриття взяв участь президент Польщі Александр Кваснєвський. Мешканці самого Єдвабного та офіційні представники польського костелу проігнорували захід; активним противником церемонії був місцевий парох. Мер Єдвабного Криштоф Ґодлєвскій, який у свій час активно підтримував спорудження меморіального знака, був звільнений місцевою радою та через вороже ставлення покинув містечко і виїхав із Польщі до США.
У липні 2001 року президент Польщі Александр Кваснєвський та польська католицька церква офіційно попросили вибачення у єврейського народу за вчинений злочин[джерело?].